# The Positronic Man
The Positronic Man (pt: O Homem Positrónico / br: O Homem Positrônico) é um livro de ficção científica co-escrito por Isaac Asimov e Robert Silverberg, publicado nos EUA em 1992.
Baseado no conto de Asimov, O Homem Bicentenário, o livro conta a história de um robô que começa a mostrar algumas características, tais como criatividade (tradicionalmente um traço humano); o robô, por fim, é considerado oficialmente um ser humano.
O filme, O Homem Bicentenário, estrelando Robin Williams, foi baseado em ambas as obras.

## Resumo do enredo
No século XXI, a criação de um cérebro positrônico leva ao desenvolvimento de robôs trabalhadores e revoluciona a vida na Terra. Contudo, para a família Martin, seu robô doméstico NDR-113 é mais do que um servidor mecânico. "Andrew" se torna um amigo confiável, confidente e um membro da família Martin.
A história é contada sob a perspectiva de Andrew (mais tarde conhecido por Andrew Martin), um robô da série NDR que pertence à família Martin, diferente da prática usual da U.S. Robots and Mechanical Men de locação de robôs.
As primeiras experiências de Andrew com a família Martin são repletas de momentos embaraçosos, demonstrando sua falta de socialização. Contudo, ele se dá muito melhor com objetos inanimados e animais e começa a demonstrar características sensíveis (tais como criatividade, emoções e auto-consciência), tradicionalmente uma característica humana. Ele é tirado de suas tarefas domésticas mundanas, e permitido à buscar sua criatividade, fazendo uma fortuna vendendo suas criações.
Andrew procura à proteção da lei, proveniente de sua  produção de criatividade inicial e eventualmente seu reconhecimento como ser humano, gradualmente substituindo seus componentes robóticos por orgânicos, e citando o processo como uma transformação de robô para humano. Sucessivas gerações da família Martin ajudam Andrew em sua busca pela humanidade, mas cada um é limitado pelo grau de preparação para o reconhecimento de Andrew como humano.
Em O Homem Positrônico, as tendências das obras ficcionais daSérie Robôs de Asimov (assim delineada no livro I, Robot) são mostradas como eventos de fundo, indicando que elas são influênciadas pela história de Andrew. Robôs como Andrew não são mais desenvolvidos. Há também um movimento para centralizar o processamento, incluindo um controle centralizado sobre os robôs, que evitaria outros robôs assim como Andrew.
Somente quando Andrew permite que seu cérebro positrônico decaia (desse modo, abandonando sua imortalidade deliberadamente), que ele é declarado um ser humano. Este evento acontece no 200° aniversário de sua criação, por isso o título do livro e do filme.

## Universo da Fundação
A história se passa dentro do universo da Fundação, de Asimov, que também incluem seus primeiros contos com Susan Calvin sobre robôs positrônicos. O conto claramente se passa séculos antes dos eventos ocorridos em Mãe Terra e no romance As Cavernas de Aço, durante o período em que os Mundos Spacer ainda não se voltarem contra os habitantes da Terra, e que a U.S. Robots Corporation ainda está ativa.